# Roc-de-Sers
Le Roc-de-Sers est un site archéologique regroupant plusieurs grottes ornées et abris-sous-roche, situé sur la commune de Sers, en Charente, au sud-est d'Angoulême.

## Localisation
Le Roc-de-Sers est situé sur la commune de Sers, à 15 km au sud-est d'Angoulême et à 2 km au sud du bourg de Sers, au lieu-dit le Roc, d'où son nom.
Le gisement est constitué d'une suite de grottes et d'abris situés dans la paroi d'une falaise de calcaire crétacé supérieur (Turonien supérieur) d'environ 20 m de haut creusée par un affluent de l'Échelle, dans la forêt d'Horte.
La grotte principale se trouve sur le flanc de la falaise, à une altitude d'environ 130 m ; elle fait face au sud et elle est située à 200 m à l'est de l'Échelle et de la D 87 qui emprunte cette vallée.

## Histoire
La grotte de la Vierge a été fouillée au XIXe siècle, la grotte Est a été fouillée par A. Favraud, la grotte de la Fontaine par Thuret puis par Léon Henri-Martin vers 1909. En 1950, une fouille de contrôle a été conduite par Germaine Henri-Martin.
La grotte du Roc a été découverte en 1907, fouillée par Favraud en 1908. Le préhistorien Léon Henri-Martin a repris les fouilles en 1927.

## Topographie
Le gisement est constitué de la grotte de la Fontaine, la grotte de la Vierge, la grotte du Roc et la grotte Est.

## Stratigraphie
À partir des stratigraphies relevées par Léon Henri-Martin et Germaine Henri-Martin, Sophie Tymula a élaboré une corrélation qui donne une couche 1 de calcaire en place, une couche 2 solutréenne, une couche 3 paléolithique à feuilles de laurier[pas clair] et une couche 4 de terre végétale.

## Restes humains
Le gisement a livré en 1923 une sépulture contenant trois squelettes ensevelis côte-à-côte recouverts de pierres et de trois dalles. Initialement rattachée au Solutréen ou au Magdalénien, cette sépulture date en réalité de 3020 ± 110 av. J.-C. et appartient donc à l'âge du Bronze.

## Faune antique
Le Roc-de-Sers fait partie des sites ayant livré de l'antilope saïga (Saiga tatarica).

## Outils et objets

### Industrie lithique
L'Aurignacien n'est représenté que dans la grotte de la Fontaine par des grattoirs, des burins et des lamelles.
La grotte Est a livré des pointes à dos rabattu. Dans la grotte du Roc, l'industrie lithique du Périgordien est très riche, feuilles de laurier, pointes à crans, grattoirs doubles, grattoirs burins et grattoirs en éventail.

### Industrie osseuse
Elle comprend des pointes en bois de Renne aurignaciennes, des perçoirs périgordiens, des aiguilles, des lissoirs, des ciseaux en bois de renne certains décorés, des armatures de sagaie elles aussi en bois de renne.

## Art pariétal
Il se présente sous la forme de 14 blocs sculptés attribués au Solutréen final. Ces blocs constituaient une frise sur une paroi qui s'est effondrée ce qui rend la reconstitution difficile. Un bloc présentait encore des traces de colorant. La gravure associe les techniques du champ-levé et de la ronde bosse.
Sur trois blocs sont représentés des frises sculptées de chevaux et sur deux des petits chevaux, sur deux des bouquetins, et aussi un bison, un bison à tête de suidé, des cervidés. Le plus remarquable présente un humain portant un bâton sur l'épaule poursuivi par un bovidé, identifié comme un bœuf musqué.
La frise sculptée est conservée au musée d'archéologie de Saint-Germain-en-Laye mais une reproduction est présentée sur place.

Reproduction de la frise (11 morceaux)
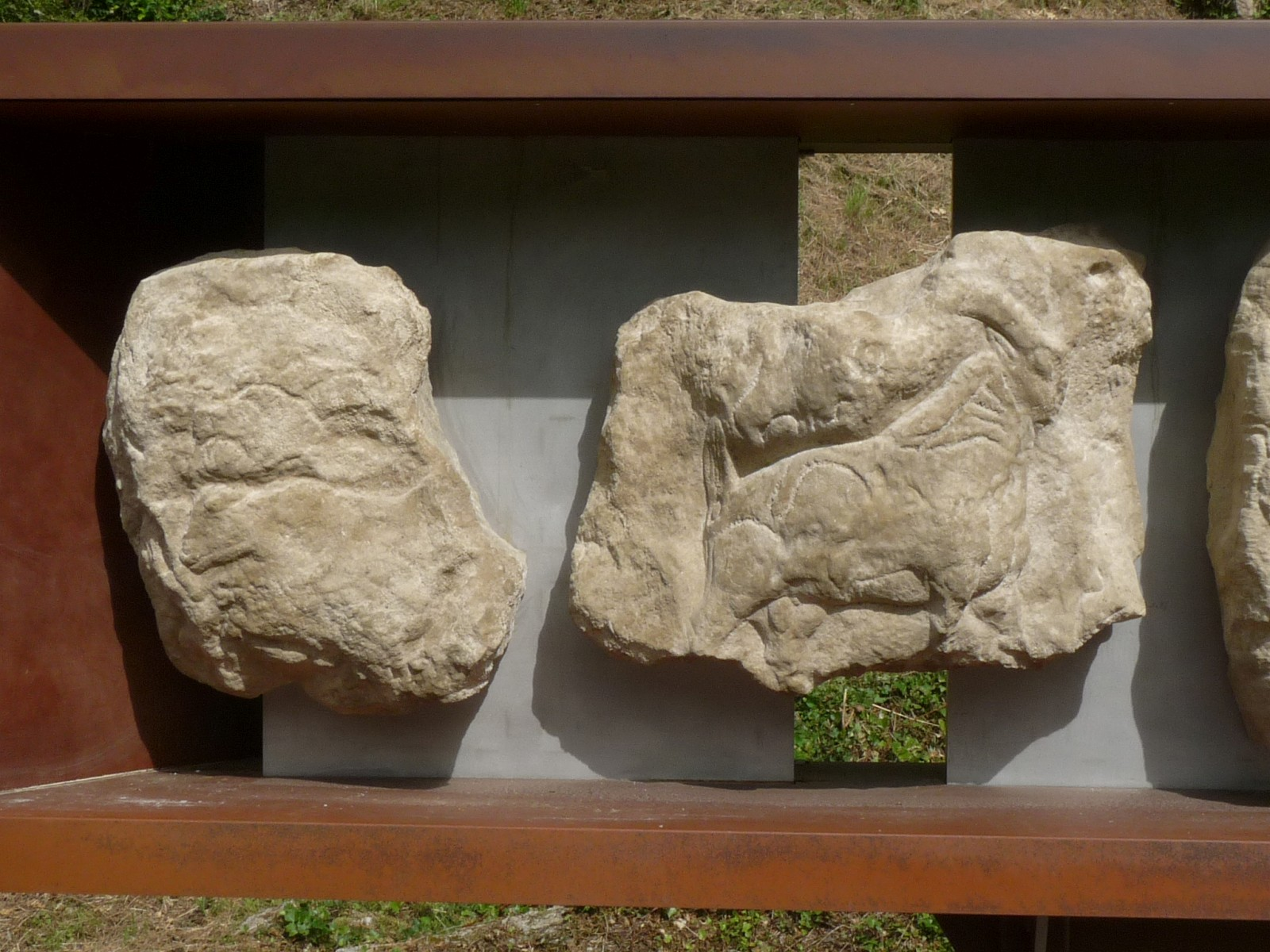
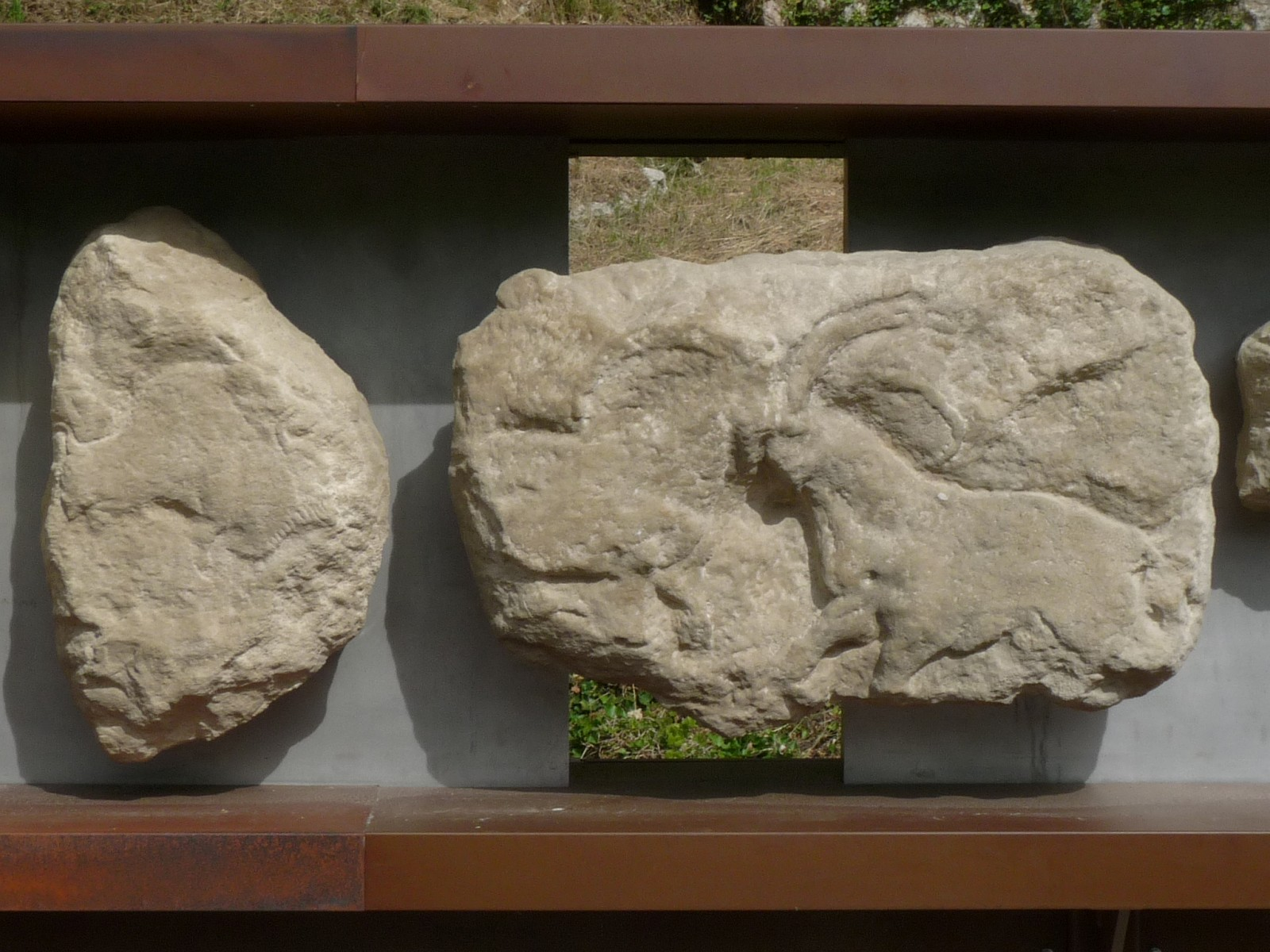
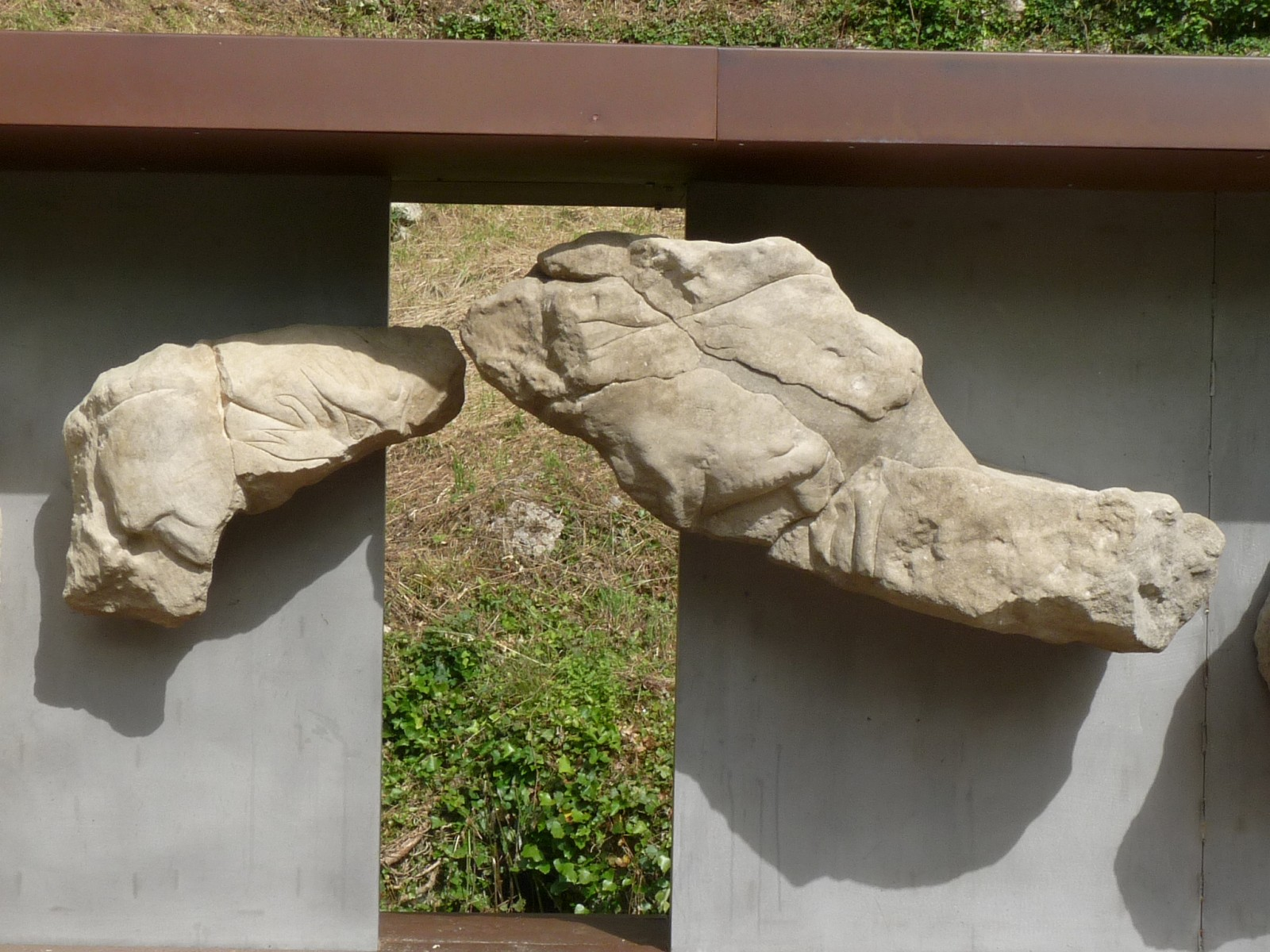
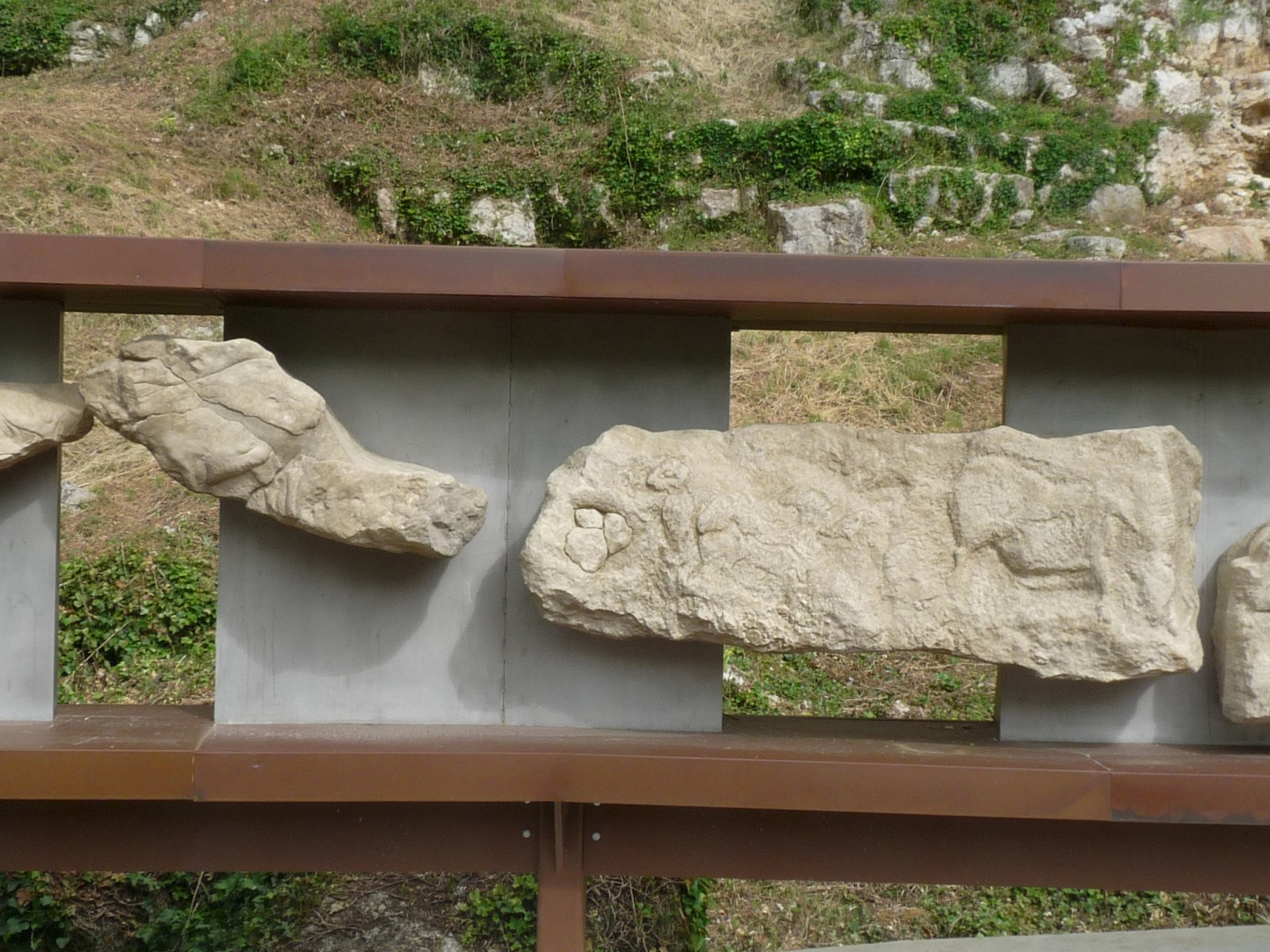
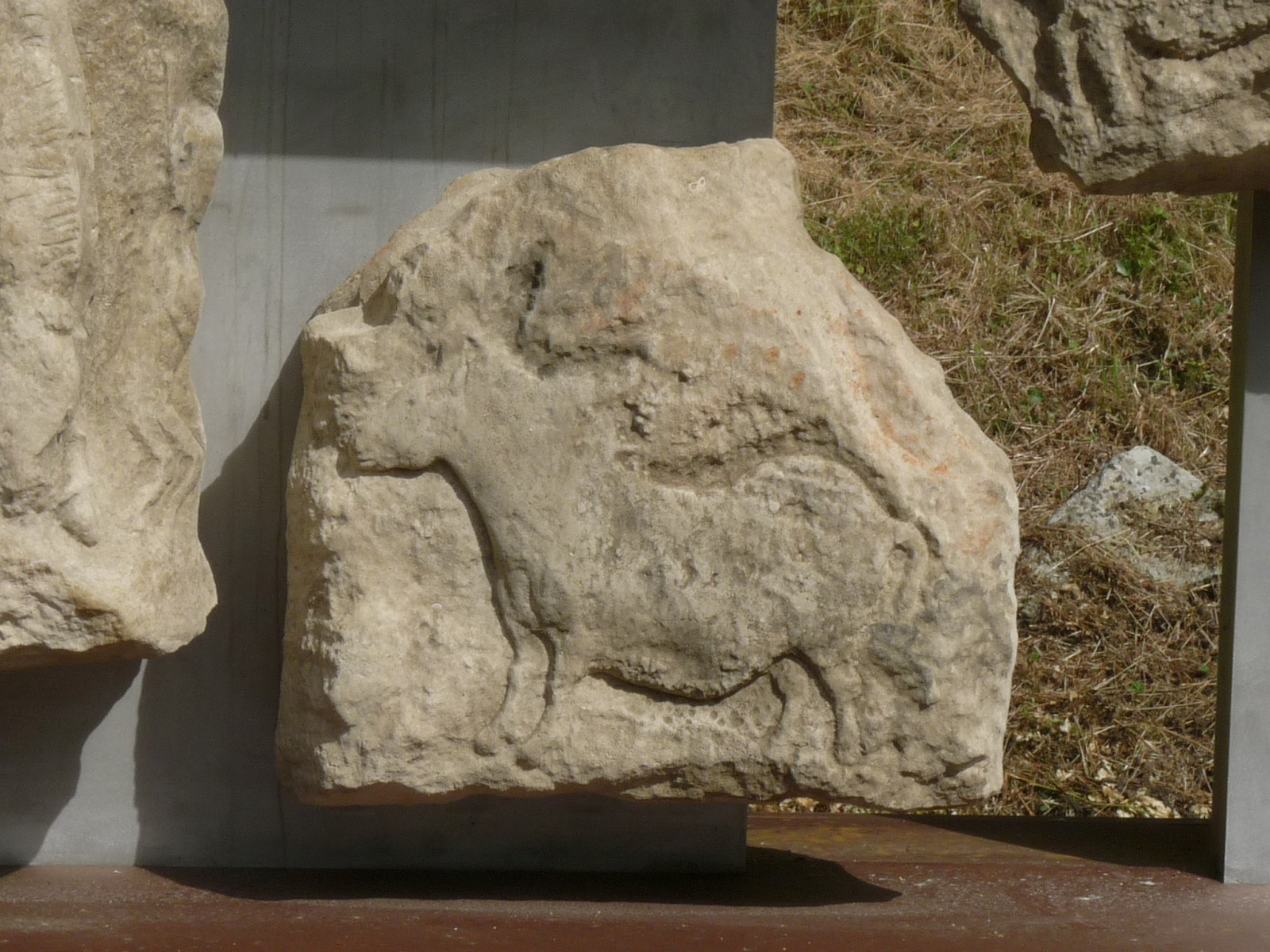
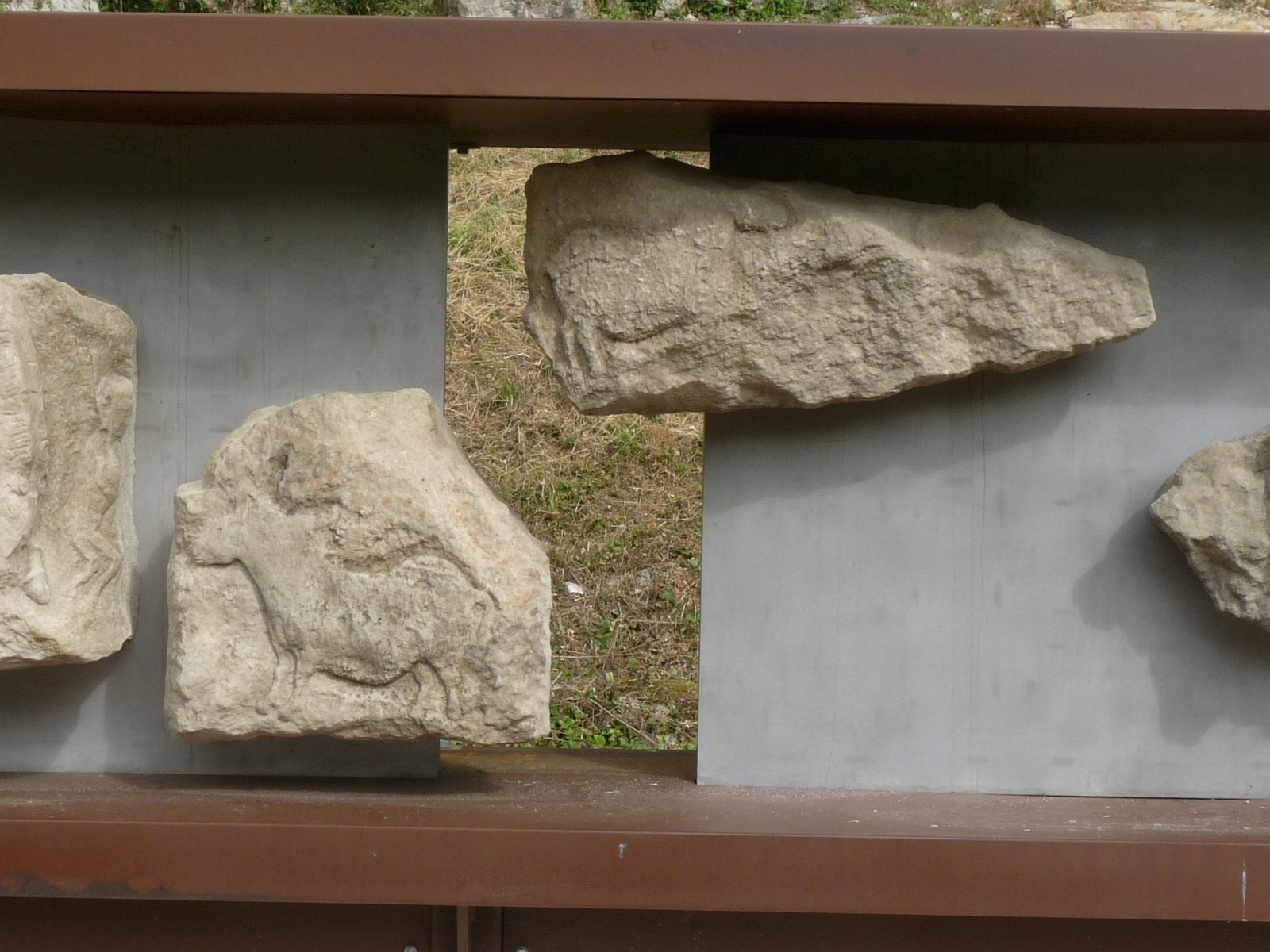
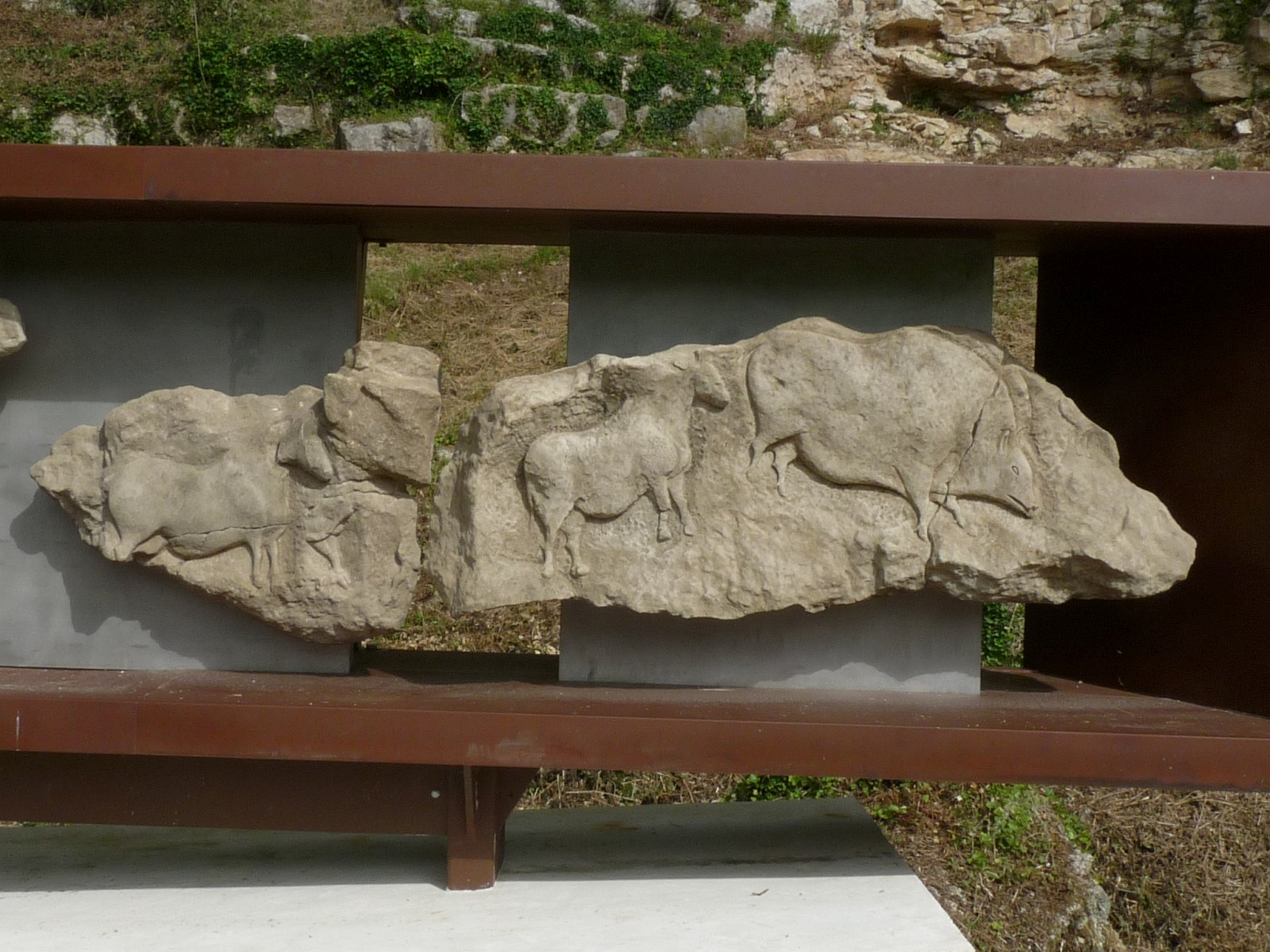
Bovidé.

## Art mobilier
Les éléments de parure datés du Solutréen sont des pendeloques en calcaire poli, des dents percées.
Le Roc-de-Sers a aussi livré des plaquettes gravées.

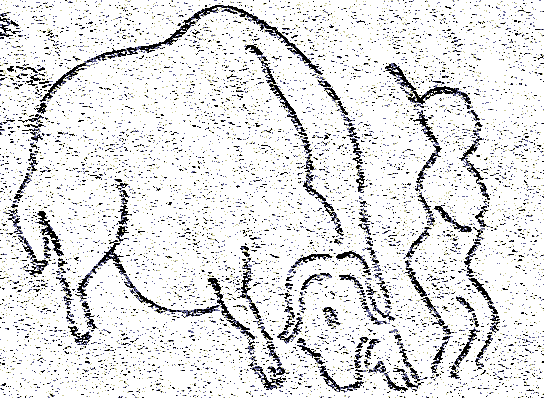
Bœuf musqué et homme fuyant.

## Mesures de préservation
Le site est classé monument historique depuis 1979.
Depuis mai 2015, il a été aménagé pour le public avec plateforme et espace d'interprétation ; il est en accès libre. Une reproduction de la frise est exposée.

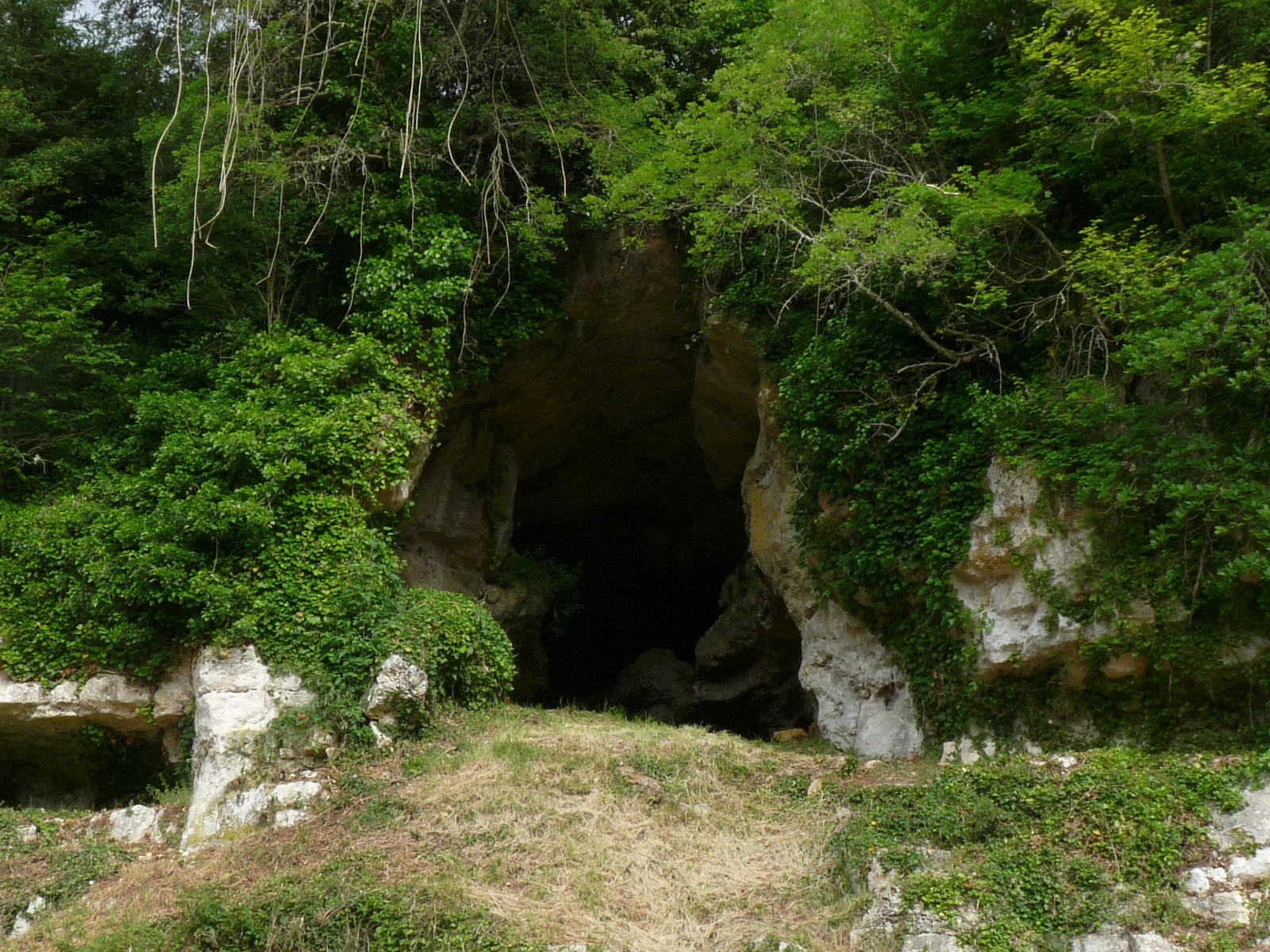
Grotte du Roc.
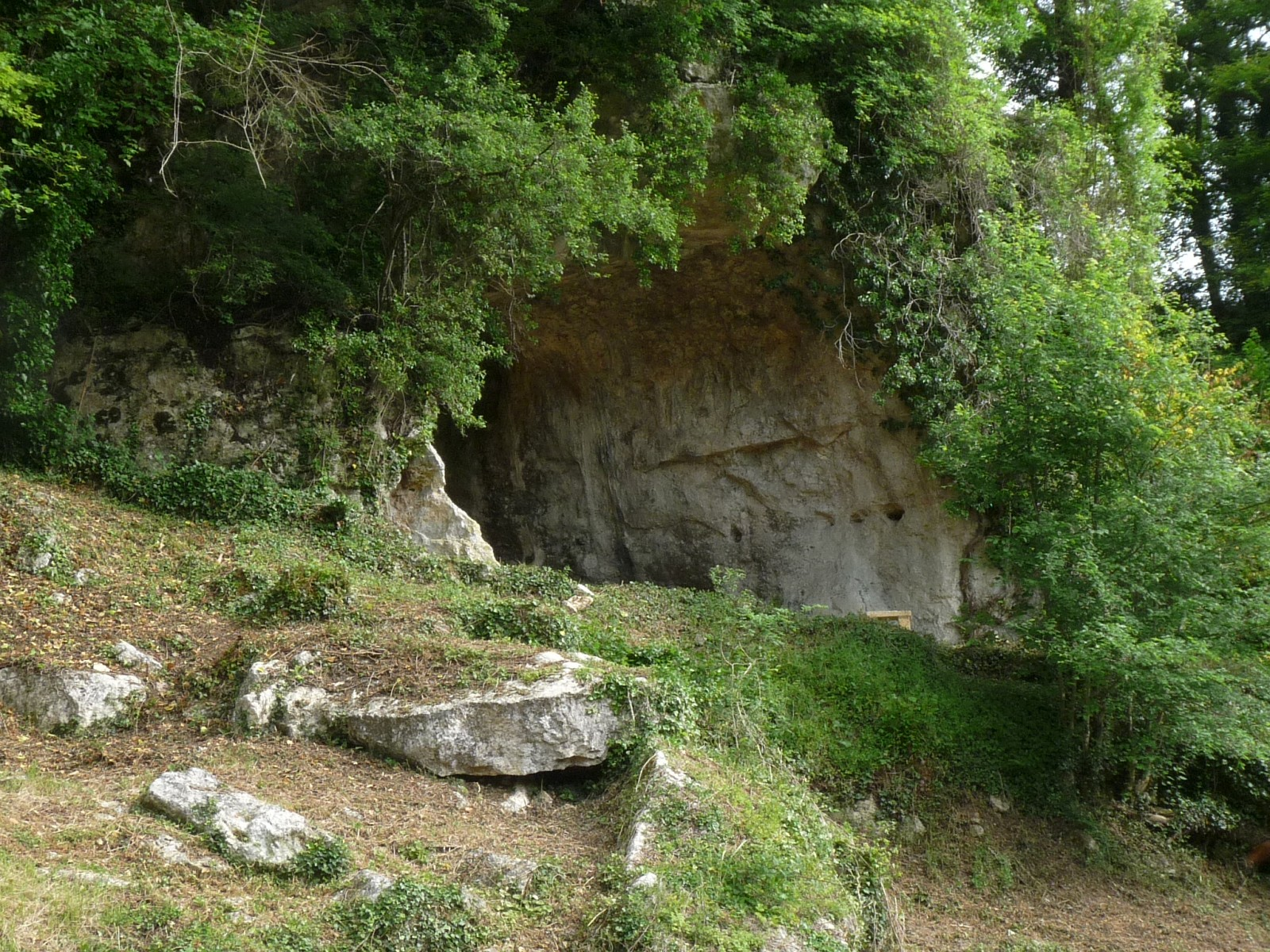
Grotte Est.
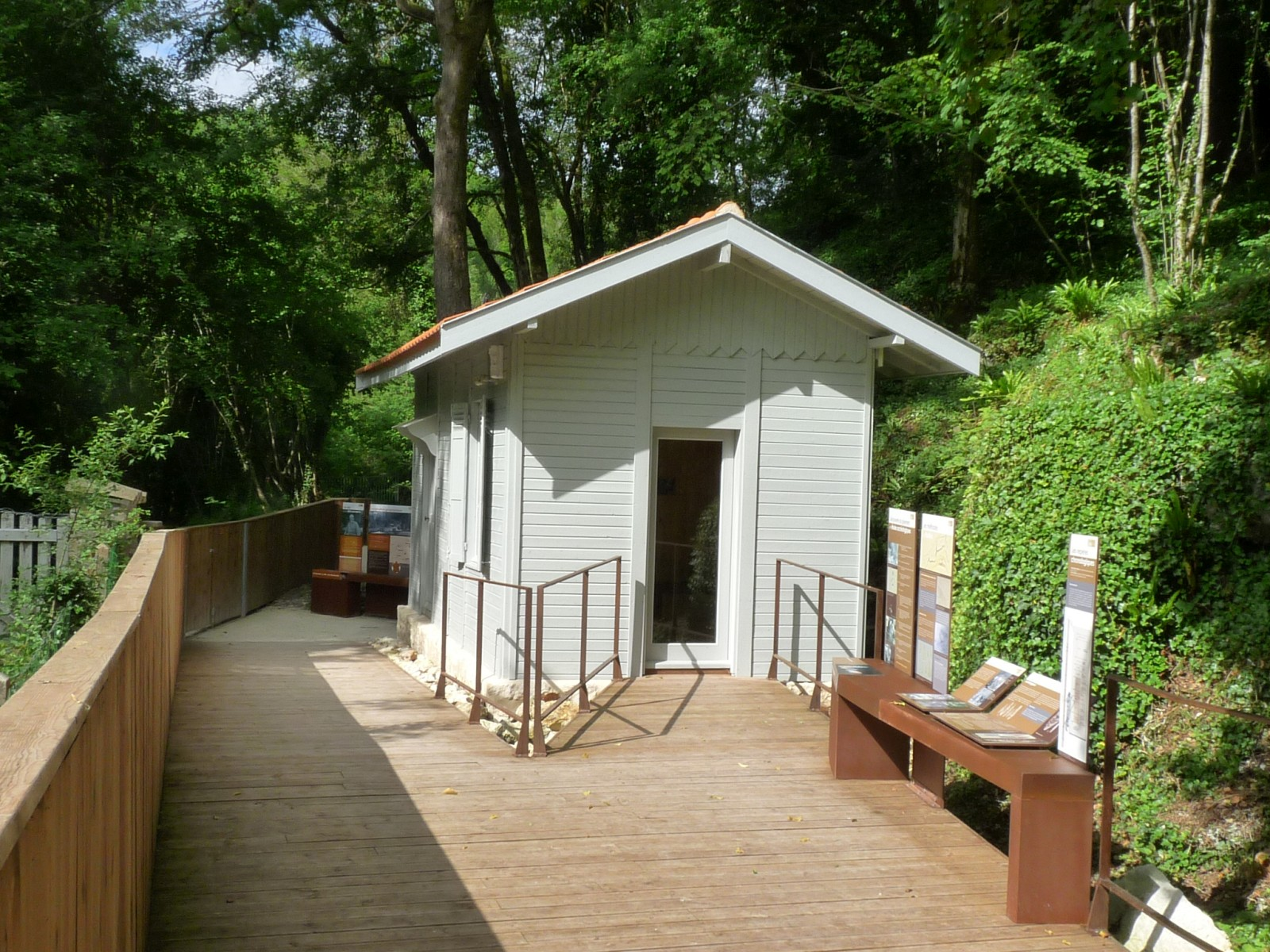
Reproduction de la cabane de fouilles.
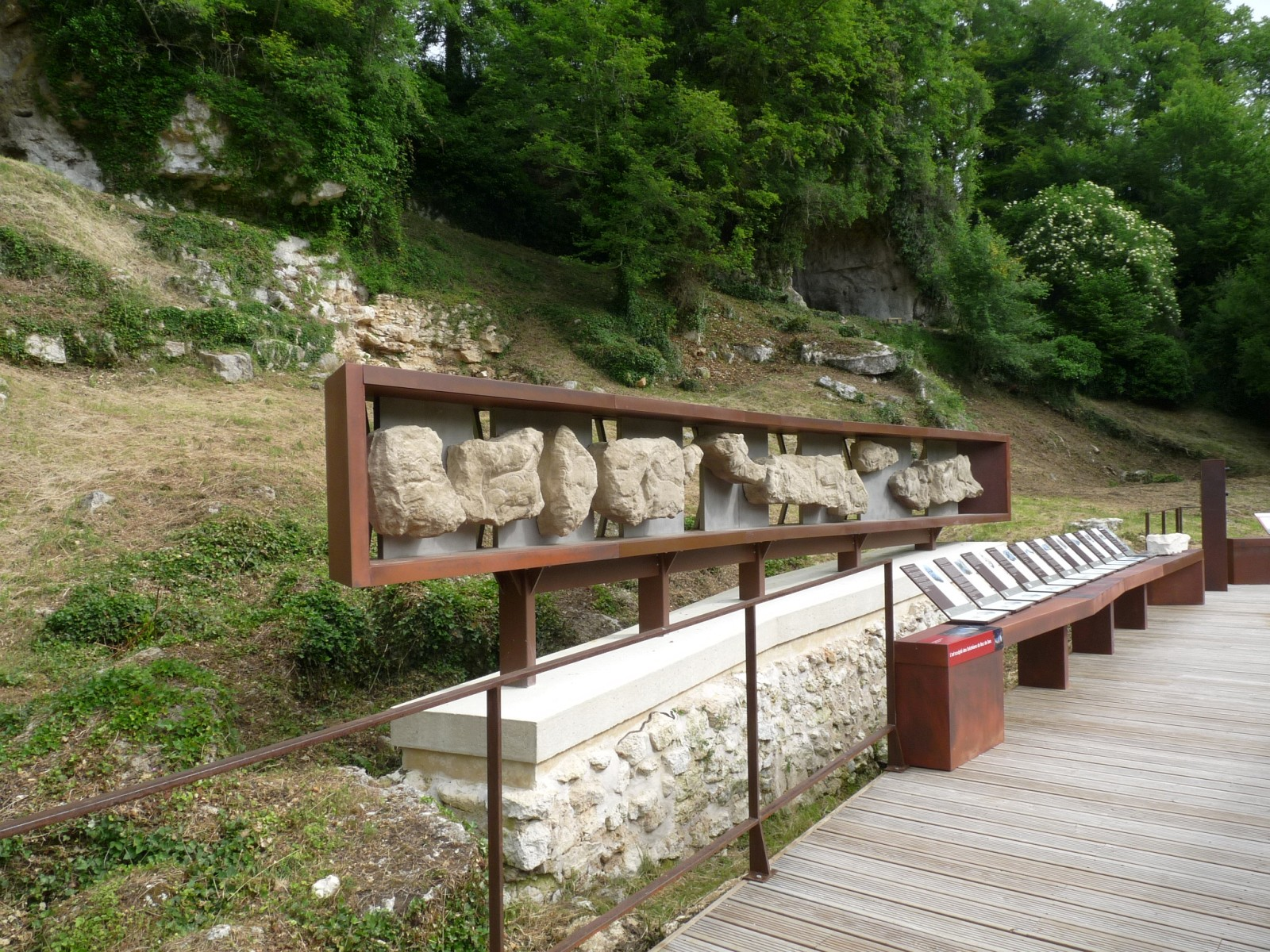
Exposition de la frise.